# Rio de Beijames
O rio Beijames,  rio de Beijames ou ribeira de Beijames, é um rio português, afluente da margem direita do rio Zêzere.
Nasce na Serra da Estrela, a uma altitude de aproximadamebte 1450,00 m, no sítio dos Poios Brancos, um afloramento rochoso, onde se encontra o marco geodésico com o mesmo nome, no concelho de Manteigas, distrito da Guarda.
Tem um comprimento aproximado a 18.6 Km e cobre uma bacia hidrográfica de 54,7 Km2.

## Principais afluentes
- Ribeira da Barraqueira
- Ribeira do Espinheiro
- Ribeiro das Covas
- Ribeiro da Barreira
- Ribeiro de. S. Gião

## Ligações Externas
- https://viagens.sapo.pt/viajar/viajar-portugal/artigos/verdelhos-tem-uma-das-praias-fluviais-mais-bonitas-da-serra-da-estrela
- https://www.tsf.pt/programa/sinais/o-meu-rio-mel-e-o-beijames-14859412.html
- https://www.evasoes.pt/ar-livre/acampar-em-manteigas-na-serra-em-estado-puro/1017969/
- https://cidadania.dge.mec.pt/educacao-ambiental/noticias-e-eventos/22-de-abril-dia-mundial-da-terra-entrevista-em-campo-com